# Gonzalo Mariátegui
Gonzalo Miguel Ángel Perú Mariátegui Viera Gallo (* Lima, 22 de abril de 1943) es un escritor y pintor peruano. 

## Biografía
Gonzalo Mariátegui es el quinto de seis hijos del embajador peruano José Francisco Mariátegui Parodi y Lucía Viera Gallo Baraona. Gonzalo Mariátegui tiene dos hijos de su matrimonio con Mercedes Pastor Belaunde: Lucía y Gonzalo. Desde el 28 de febrero del 2011 está casado con Teresa Ortecho Murga. Gonzalo Mariátegui es tataranieto de Francisco Javier Mariátegui y Tellería, prócer de la independencia del Perú.
Ha residido largos años en el extranjero debido a la carrera diplomática de su padre; llegando a vivir en Chile, Portugal, Estados Unidos, Panamá y Guatemala. 
Realizó sus estudios secundarios en Browning School (Nueva York) y Balboa High School (Panamá). Ingresó a la Universidad Nacional Mayor de San Marcos (Lima), recibiéndose de abogado en 1969.
En paralelo con el ejercicio de la abogacía desarrolló distintas actividades vinculadas con las artes plásticas. Durante 1977-1978 dirigió en Miraflores una galería de arte contemporáneo titulada Panorama galería de arte. En 1979 aprendió distintas técnicas del grabado artístico: serigrafía y litografía. Realizó dos muestras individuales en galerías limeñas. La primera fue en 1984 en El puente galería de arte, donde presentó veintidós grabados. La segunda se realizó en 1985 en Galería Borkas, (San Isidro), con veinte dibujos a la tinta.
Lector empedernido desde niño, por influencia de su madre, sintió la necesidad de dar un giro a su creatividad y por ello acude a la narrativa, la misma que le permite construir personajes y circunstancias. Actualmente está dedicado de preferencia a la literatura, ocupando la pintura un segundo pero importante lugar. Durante la década de los años noventa del siglo XX, Mariátegui participa en talleres de narrativa, realizadas en el Instituto Altamira y en el Centro Cultural de la Pontificia Universidad Católica del Perú (CCPUCP).
Gonzalo Mariátegui tiene cuatro libros de cuentos y cuatro novelas que se desarrollan en clave realista. Su obra más conocida es La virtud de Alexandra, novela erótica. Su novela Memorias de un pícaro llamado Misterio (2015) es la primera novela que se escribe en el Perú en clave picaresca y acontece de manera principal en el Cercado de Lima, a finales del siglo XX y comienzos del siglo XXI.

## Obras literarias

### Narrativa
- La cuerda floja (1996). Cuentos. Lima: Jaime Campodónico/Editor.
- La escalera de caracol (agosto de 1998). Cuentos. Lima: Walter Noceda Editores.
- Los prójimos (2000). Cuentos. Lima: Walter Noceda Editores.
- La virtud de Alexandra(2003). Novela. Lima: Fimart. ISBN 9972-33-039-7
- Wenceslao (2008). Novela. Lima:Torre de Babel. ISBN 978-603-45321-0-6
- El solar de los tres patios (2012). Novela. Lima:Ediciones El Nocedal.[1] ISBN 978-9972-709-91-3
- Memorias de un pícaro llamado Misterio (2015). Novela. Lima: autoeditado. ISBN 978-612-00-1892-7
- El vigésimo (2017). Cuentos. Lima: autoeditado. ISBN 978-612-00-2680-9.[2]

### Epigramas
- Epigramas de un nómade (2003). Lima: Walter Noceda Editores.

### Dramaturgia
- La tragedia del Dr. Fuertes (1997)
- Frédéric y George (1998)

## Otras actividades artísticas

### Pinturas y esculturas
Realiza con igual destreza el dibujo figurativo como la abstracción. Su obra pictórica está dentro del expresionismo, dando prioridad al color y la espontaneidad como medios para expresar sus sentimientos. En el año 2007 presenta en la galería de arte de la Universidad Femenina del Sagrado Corazón (UNIFE), (La Molina), su tercera muestra individual, con trabajos ejecutados en gran formato. En agosto de 2011 resulta finalista del III Concurso Nacional de Pintura del Banco Central de Reserva del Perú (BCR). 
En noviembre de 2012 inaugura su cuarta muestra individual en la galería de arte de la Universidad Femenina del Sagrado Corazón (UNIFE), compuesta de pinturas y esculturas. 
El 23 de abril de 2015 inaugura su quinta muestra de pinturas y esculturas titulada «CARAL: ciudad milenaria de paz» la misma que estuvo a la vista el público hasta el 18 de mayo de 2015, en la Galería de arte del Centro cultural de CAFAE - SE, (San Isidro). El 12 de enero de 2018 Gonzalo Mariátegui presentó en las salas del mismo centro cultural su sexta muestra individual titulada «La magia del color».

### Cerámica
Ha realizado más de cien piezas únicas de cerámica artística, contándose entre ellas: platos, jarras, jarrones y bowls, entre otros. En la ejecución de las piezas ha dado gran importancia al color. Algunas están decoradas con dibujo figurativo y otras con diseños abstractos.

## Adaptaciones cinematográficas
Uno de sus cuentos (El payaso) fue llevado al cine por Fabrizio Aguilar, bajo el nombre de La cuerda floja, título del libro de cuentos del que proviene. El cortometraje mereció el primer premio de la Comisión nacional de cinematografía (CONACINE) 1997.

## Premios y reconocimientos
En diciembre del año 2003 por su obra Frédéric & George recibió el primer puesto en el "Primer concurso nacional de obras de teatro en un acto para autores noveles", organizado por la Universidad Ricardo Palma (Lima).